# Norayr Mnatsakanyan
Norayr Mnatsakanyan era un artista meritorio de la República Socialista Soviética de Armenia.
Como un reconocido intérprete vocal de la música tradicional y gousan armenia, Norayr Mnatsakanyan se ha convertido en una de los cantantes más influyentes del canon de la música nacional armenia. Debido a su delicada voz de barítono de ópera, un profundo conocimiento de la música tradicional armenia, y su maestría de la lengua y la literatura armenia, Norayr Mnatsakanyan fue muy aclamado entre los escritores famosos, musicólogos y amantes de la música folclórica armenia.
Norayr Mnatsakanyan fue el primero entre los cantantes armenios de introducir un nuevo enfoque a las canciones populares, así como a las recopilaciones musicales de gousans históricos y contemporáneos. Como una convención aceptada de cualquier folklore nacional, las obras de la música popular y gousan en Armenia se actuaban de una manera cruda, rústica y provincial. Intérpretes profesionales de la ópera y la música clásica también trataron de interpretar estas obras. Sin embargo, sus esfuerzos para llevar a cabo los alienados estas obras por completo del pueblo armenio ordinario, ya que el verdadero significado de la música popular armenia no podría haber sido representada adecuadamente por el género operístico elitista en Armenia soviética. Con su enfoque poético a estas grandes obras maestras de la música tradicional y gousan armenia, Norayr Mnatsakanyan fue el primer vocalista de presentarlos de una manera elegante y natural, otorgándoles un registro simple sin precedentes de sofisticación artística. A diferencia de sus predecesores, Mnatsakanyan trató de transmitir estas obras con un profundo sentido de la armonía y en un unísono antes inexpugnable con la mentalidad y los sentimientos se reflejan en sus compilaciones características de los autores.
Al mismo tiempo, Norayr Mnatsakanyan meticulosamente perseguido para eliminar el carácter provincial de las canciones que había deambulado entre el pueblo armenio durante siglos. Por lo tanto, las actuaciones de Norayr Mnatsakanyan son excepcionales por magistralmente sumergirse en la esencia poética de la obra literaria y unificarla con la melodía de la canción. Norayr Mnatsakanyan también interpretó canciones de famosos compositores armenios entretejidos con letras de esos famosos poetas armenios, como Avetik Isahakian, Vahan Terian, Hovhannes Shiraz. Tal vez el mayor poeta armenio - Avetik Isahakian - valorando las contribuciones de Mnatsakanyan al canon de las artes escénicas armenios y proclamó a Norayr "la voz suave" de Armenia. Derenik Demirchian maravilló de las actuaciones de Norayr en círculos poéticos más amplios de la antigua Ereván, llamando Norayr Mnatsakanyan "el intérprete vocal única de la conciencia popular, trozos dispersos de los cuales están presentes en todos los individuos armenios." Siendo él mismo un crítico de arte, Mnatsakanyan siempre estaba transmitiendo una gran importancia a la unidad de la melodía y las letras en lo que él actuó.

## Biografía
Norayr Mnatsakanyan nació el 7 de enero de 1923 en una familia de la antigua Ereván. Él heredó el amor por la música tradicional de sus padres. Poseer un espíritu canto siempre de un joven talentoso, Norayr Mnatsakanyan ganó su primer premio en la competición de los jóvenes cantantes, celebrada en Moscú en 1936. Debido a sus cualidades vocales extraordinarias y su pasión por la actuación, Mnatsakanyan comenzó su carrera como actor y cantante en el teatro estatal de comedia musical por Hakob Paronian. Por sorprendente que pueda parecer, Mnatsakanyan jugó el primer papel de Gikor en la escena armenia en el desempeño basado en la famosa novela de Hovhannes Tumanyan. Talento artístico de Mnatsakanyan y su reverencia por el teatro lo llevó a trabajar con directores eminentes de teatro como Armen Gulakian. Mnatsakanyan también tuvo el honor de trabajar con los "titanes" de las artes teatrales armenios del teatro académico estatal de Ereván por Gabriel Sundukian: Vahram Papazian, Hrachia Nersisyan, Avet Avetisyan, Hambardzum Khachanyan, Gurgen Janibekyan, Babken Nersisyan, Metaksia Simonyan, el difunto Mher Mkrtchyan y Khoren Abrahamian. La actuación de Norayr Mnatsakanyan, aparte de su talento artístico, avalado por su maestría sin igual de la literatura mundial. Después de ver la actuación de Mnatsakanyan en el papel del Otelo de Shakespeare, Vahram Papazian elojó a Norayr por su excelente interpretación del protagónico pathos de Otelo y la insensibilidad antagónica, y previó un futuro brillante para él en el teatro. Después, Mnatsakanyan jugó uno de los papeles principales de una película "Hombre de Olympus."
Pretendiendo ejercer una profesión más mundana, Norayr Mnatsakanyan realizó una Maestría en Artes en el departamento de filología de la universidad estatal de Ereván. Después de su graduación, Mnatsakanyan defendió una tesis sobre "la poesía lírica de Sayat Nova en los ambientes literarios de Armenia." Mnatsakanyan procedió a una carrera profesional como periodista y escritor independiente. Con su carácter no convencional, Norayr Mnatsakanyan se hizo el autor de una antología de novelas cortas dedicadas a la antigua ciudad de Ereván, que representa la manera de su gente, de la vida, sus costumbres y tradiciones. Como periodista, artículos y críticas de Mnatsakanyan sobre diversos temas de las artes y la cultura armenias frecuentaban las páginas de muchos periódicos armenios. Uno de los artículos más innovadores de Mnatsakanyan estuvo dedicada a los famosos jugadores duduk armenio del pasado y del presente: Margar Margarian, Levon Madoyan, Vatche Hovsepyan y Djivan Gasparyan. Mnatsakanyan también organizó un programa especial en el año 1985, el apogeo de su carrera artística, en la Televisión Pública de Armenia, que estaba a punto las diferencias instrumentales y estilísticos del duduk y sus jugadores más destacados.
A pesar de su éxito en la actuación y su excelencia en la escritura, la predilección inherente de Mnatsakanyan pertenecía a cantar. El arte de Norayr de rendimiento, su voz verdaderamente rico y suave, así como su enfoque profesional única ya le habían hecho mucho buscada para amantes de la música armenia tanto en Armenia como en el extranjero. Posteriormente, Norayr Mnatsakanyan se convirtió en el cantante último de artes escénicas de Armenia después Tatoul Altunian, uno de los mayores contribuyentes a la música tradicional armenia, lo invitó a conjunto de canto y bailes para actuar como solista de la filarmónica capilla estatal. Aquí, Mnatsakanyan tuvo el placer de trabajar con Araksia Gyulzadian y Varduhi Khachatrian. Además de su repertorio Sayat Nova, en este período, Norayr Mnatsakanyan interpretó canciones populares y obras por dichas gousans famosos como: Sheram, Ashot, Jivani, Shahen, Havasi, así como compilaciones famosos del folklore urbano.
Sin embargo, el derecho inviolable de los logros de Norayr Mnatsakanyan consiste en sus interpretaciones de las obras de Sayat Nova. Sus interpretaciones de Sayat Nova imbuidos poesía del bardo de lirismo y espiritualidad sin precedentes. Es a través de rendición de Sayat Nova que las particularidades éticas y metafísicas en las obras se manifiestan de Norayr Mnatsakanyan. El cantante se lamenta y se regocija con el poeta, sintiendo cada temblor del corazón del grande poeta. Es la voz inolvidable de Norayr Mnatsakanyan que nos trae las canciones en la película de Sayat Nova.
Las actuaciones de Mnatsakanyan hicieron mucho más accesibles para el público en general, cuando Aram Merangulian lo invitó para actuar como solista en el conjunto de instrumentos populares de la radio y televisión nacional de Armenia. Las canciones de Mnatsakanyan se puede encontrar en varias películas armenias, incluyendo "El color de las granadas" de Sergei Parajanov, también dedicado a la vida de Sayat Nova. Un pedazo de interpretación única de Mnatsakanyan del tradicional "Dle Yaman" también aparece en el fondo de la película "Los armenios estadounidenses" por Andrew Goldberg. Una serie de documentales se rodaron sobre la vida y la actividad de Mnatsakanyan acompañados de sus propias actuaciones. A lo largo de su vida, el cantante grabó más de doscientas canciones tradicionales y gousan, todos los cuales se llevan a cabo como reliquias por el museo de la radio y televisión pública de Armenia. Sus actuaciones prepararon el camino para muchos otros sucesores en el género vocal tradicional.
Norayr Mnatsakanyan visitó veinticuatro países donde los armenios habían establecido sus comunidades. Durante sus viajes por los países de Oriente Medio, Norayr Mnatsakanyan recibió una medalla de oro de honor con la imagen grabada de Sayat Nova del rey Hussein de Jordania después de su concierto en Amán, que su majestad asistió con la reina Noor. Rendimiento de Mnatsakanyan de Sayat Nova le llevó los más altos honores en el Festival de Música Tradicional en Lyon, Francia. Posteriormente, a solicitud de las comunidades armenias más pequeñas en Luxemburgo, Bélgica y los Países Bajos, Mnatsakanyan realizó en un concierto tributario en el conservatorio de Luxemburgo.
En la ceremonia de los Premios de la Música de Armenia, que se celebró en Los Ángeles en el año 1999, Mnatsakanyan recibió a título póstumo el premio por sus valiosas contribuciones a la música armenia, y su álbum de compilaciones tradicionales y gousan, llamado "Husher" fue reconocida como la del año mejor álbum tradicional.
En 2005, Narek Productions, con el apoyo de la radio pública de Armenia, lanzó un disco, llamado "I Sing a Song", compuesto por representaciones de las obras más famosas gousan armenios de Norayr Mnatsakanyan.